# Experimento del café de Gustavo III de Suecia

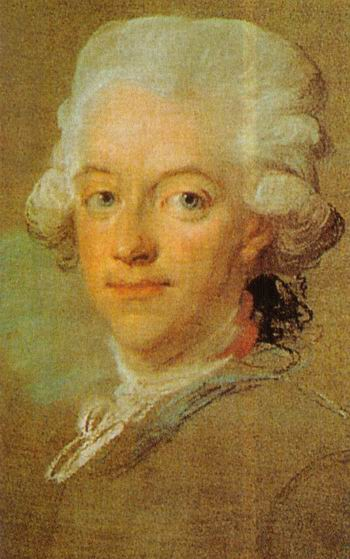
Gustavo III de Suecia (1746-1792) estaba decidido a demostrar los efectos negativos sobre la salud del consumo de café.

El experimento del café de Gustavo III de Suecia fue un estudio de gemelos ordenado por el rey para estudiar los efectos del café en la salud. Aunque la autenticidad del evento ha sido cuestionada, el experimento, que se realizó en la segunda mitad del siglo XVIII, no demostró que el café fuera una bebida peligrosa.

## Contexto
Hacia 1674 se comienza a consumir café en Suecia, pero no fue hasta entrado el siglo XVIII cuando se puso de moda entre las clases pudientes, y su consumo aumentó en forma considerable. En 1746 se promulgó un edicto real en contra del café y del té debido al «consumo excesivo del té y del café». Su consumo resultó gravado con elevados impuestos, y su impago conllevaba sanciones y la confiscación de tazas y platos. Posteriormente, el café fue prohibido por completo; pero, a pesar de esto, no cesó su consumo.
Gustavo III, que consideraba el consumo de café como una amenaza para la salud pública y estaba decidido a probar sus efectos negativos, ordenó que se llevara a cabo un experimento científico para demostrarlo.

## El experimento
El rey ordenó que el experimento se llevara a cabo utilizando dos gemelos idénticos. Ambos gemelos habían sido juzgados y condenados a muerte. Sus condenas fueron conmutadas por cadena perpetua con la condición de que uno de los gemelos bebiera diariamente tres jarros de café y el otro bebiera la misma cantidad de té, durante el resto de sus vidas.
Dos médicos fueron asignados para supervisar el experimento e informar acerca de los resultados al rey. Desafortunadamente, ambos doctores murieron, presumiblemente por causas naturales, antes de que el experimento se completara. Gustavo III, asesinado en 1792, tampoco pudo ver los resultados definitivos. De los gemelos, el bebedor de té falleció antes con 83 años; del gemelo superviviente bebedor de café se desconoce la fecha del óbito.

## Consecuencias
En 1794, el gobierno intentó de nuevo prohibir el consumo de café. Dicha prohibición, que fue renovada en múltiples ocasiones hasta la década de 1820, nunca logró erradicar por completo su consumo. Una vez levantada la prohibición, el café se convirtió en una bebida dominante en Suecia, que desde entonces ha sido uno de los países con mayor consumo de café per cápita del mundo.
El experimento ha sido llamado en broma «el primer ensayo clínico sueco».